# Гама-хидроксибутерна киселина
Гама-хидроксибутерна киселина (GHB, 1,4 бутанедиол) је супстанца која се природно јавља у централном нервном систему, вину, говедини, и скоро свим животињама у мањим количинама. Такође је неурозаштитни  терапеутски нутријент који је у многим државама категорисан као илегална дрога. У САД је њена употреба тренутно регулисана, а продаје је Jazz Pharmaceuticals под именом Xyrem, за третирање каталепсије и претеране дневне поспаности код пацијената који пате од нарколепсије.
Историјски, GHB је коришћен као анестетик опште намене, за третирање случајева инсомније, клиничке депресије, нарколепсије и алкохолизма, као и за побољшање спортских резултата. Такође, илегално се користи као интоксикант и као дрога за силовање. GHB се природно производи у људским ћелијама и структурално је сродан са кетонским телом бета-хидроксибутиратом. Као суплемент тј. лек, најчешће се користи у облику соли. GHB такође настаје и као производ ферментације, и у малим количинама се налази у неким пивима и винима.